# فرط نشاط جارة الدرقية الأولي
فرط نشاط الغدة الجار درقية الأولي أو فرط الدريقات الأوليُّ  (بالإنجليزية: Primary Hyperparathyroidism)‏ هو زيادة في تركيز الهرمون الدُّرَيقي في الدم نتيجة لزيادة نشاط الدُّرَيقات بشكل مستقل (أي تلقائياً، بدون وجود عامل محفز لزيادة نشاطها) ويعد أهمًّ الأسباب المسببة لـفرط كالسيوم الدم. ويجب تمييزه عن فرط الدريقات الثانوي، الذي يكون فيه زيادة في نشاط الدُّرَيقات نتيجة لنقص الكالسيوم في الدم لفترات طويلة (كما يحدث في نقص الفيتامين د)، وكذلك فإنه يختلف عن نقص الدُّرَيقات الثالثي، والذي يتكون فيه ورمٌ غُدّيّ (غُدُّومٌ) في الدُّرَيقات بسبب نقص مطوَّل في كالسيوم (كما يحدث في فشل الكلية المزمن).
يُعَدُّ هذا المرض أحد أمراض الغدد الأكثرِ شيوعاً، ويصيب ما نسبته 1-4 من كل 1000  وهو أكثر في النساء منه في الرجال؛ حيث يصيب النساء 2-3 مرات أكثر من الرجال. ونسبته في النساء بعد سن اليأس بلغت 21 / 1000 في النساء الّلاتي أعمارُهُن بين 75-55 ؛ علماً بأن 90% من الحالات تكون بعد سن 50 سنة وأن أغلب الحالات تكون بين 50-60 سنة، ولكن قد يحدث المرض في سن أبكر، وفي هذا الوقت يكون سببُه -غالباً- جينياً، وذلك في مثل متلازمات تكون الورم الصماوي المتعدد (Multiple Endocrine Neoplasia). من ذلك كله نستطيع أن نستنتج أن المرض يكون أكثر ما يكون في النساء بعد سن اليأس.

## الأسباب
السبب المباشر الذي يؤثر على الدريقات ويسبب فرطَ الدُّرَيقات الأولي يُعَدُّ مجهولاً في أغلب الأحوال، باستثناء 5% من الحالات التي يكون فيها المرض وراثياً. أما في الحالات غير الوراثية (الفُرادِيّة) فإن 15-25% منهم يعطون تاريخاً بالتشعُّع (وخاصة تشعع الصدر العلوي والرقبة كجزء من علاج أمراضٍ حميدة).

### من حيث السبب المرضي
يمكن تقسيم المرض حسب الأسباب المرضية التي تسببه؛ ففرط الدُّرَيقات الأوليِّ قد يحدث بسبب ورم غُدّي (غُدُّوم) في أكثر من 80% من الحالات، والغدوم هو ورم حميد في الظهارة وينشأ في الغدد. في فرط الدُّرَيقات الأولي تكون أغلب الأورام الغدية مفردة، إلا أن جزءاً قليلاً جداً منها يكون أوراماً متعددة.
السبب الثاني من حيث الشيوعُ هو فرط التنسُّج، ويحدث في 15-20% من الحالات. وفرط التنسج هو زيادة في حجم النسيج نتيجة لزيادة عدد الخلايا فيه، وقد يكون فرطَ تنسُّجٍ منتشراً، كما قد يكون عٌقيدياً.
أما السبب الأقل شيوعاً هو السرطانة، وتُعَدُّ سرطانة الدُّرَيقات سبباً نادراً للمرض؛ حيث تشكل ما نسبته تقريباً 1% من الحالات، إلا أنه يكون مصحوباً بفرط كالسيوم شديد ومعنِّد (مقاوم للشفاء).

### من حيث وراثته
يمكن تقسيم فرط الدريقات الأوليِّ من حيثُ الوراثةُ إلى فرط دريقات فُراديّ (sporadic) وآخر وراثي. فالأول هو الأكثر وجوداً، ويشكل ما نسبته 95% من الحالات، أما الأخير فيشكل 5% من الحالات.
بالنسبة لفرط الدم الوراثي فإنه يحدث في عدة أشكال محتملة، أولها وأكثرها شيوعاً هو ما يحدث ضمن إحدى متلازمات تكون الورم الصماوي المتعدد (Multiple Endocrine Neoplasia) أو اختصاراً MEN؛ فهو يحدث ضمن متلازمة تكون الورم الصماوي المتعدد من النوع 1 (MEN 1) (والتي تشمل تكُّون أورام في البنكرياس، الغدة النخامية والدُّريقات)، ويحدث أيضاً ضمن متلازمة تكون الورم الصماوي المتعدد النوع 2 أ (MEN 2a) (والتي تشمل تكوُّن أورام في نخاع الدرقية، نخاع الكظر و الدُّرَيقات).
كما قد يحدث المرض أيضاً لأسباب وراثية أخرى، منها فرط كالسيوم الدم الناقص كلس البول العائلي(familial hypocalciuric hypercalcemia)، وتحدث أيضاً ضمن متلازمة فرط الدريقات-ورم الفك (hyperparathyroid-jaw tumor (HPT-JT) syndrome)  والذي قد يكون مرتبطاً بسرطانة في الدُّريقات وورم في الفك الأعلى أو الأسفل.
متلازمتا تكون الورم الصماوي المتعدد هما الأكثر شهرةً وشيوعاً كسبب لفرط الدُّريقات الوراثي، بينما تُعَدُّ المتلازمتان الأُخريان سبَبَين نادرين لحدوث المرض.

## فيزيولوجيا الغدة
الوظيفة الجوهرية للدُّرّيقات هي تنظيم مستوى الكالسيوم في الدم؛ ولتحقيق ذلك فإن الهرمون الدُّرَيقي يعمل على ثلاث محاور أساسية، وهي:
1. الكلية: حيث يعمل على النُّبيبات الكلوية بحيث يزيد امتصاص الكالسيوم من النُّبيبات، ويقلل من امتصاص الفوسفات.
2. زيادة معدل إضافة مجموعة الهيدروكسيل إلى 25-هايدروكسي كولي كالسيفيرول (أو 25-هيدروكسي فيتامين د) ليتحول إلى 1 ، 25-ثنائي هيدروكسي كولي كالسيفيرول (أو 1 ، 25-ثنائي هيدروكسي فيتامين د) والذي بدوره يزيد من امتصاص الكالسيوم من الأمعاء.
3. زيادة تحفيز الخلايا ناقضة العظم: التعرض المستمر من قبل العظم لتراكيز عالية للهرمون الدريقي يزيد من ارتشاف العظم، وفي نفس الوقت، سيكون هناك تكوين لعظم جديد، ولكن المحصلة هي نقصان في العظم. وهو ما يحدث في فرط الدريقات الأولي. لاحظ أن تعرض العظم للهرمون الدريقي بتراكيز نابضة (أي تعلو وتنخفض) سيؤدي إلى بناء للعظم.[3]

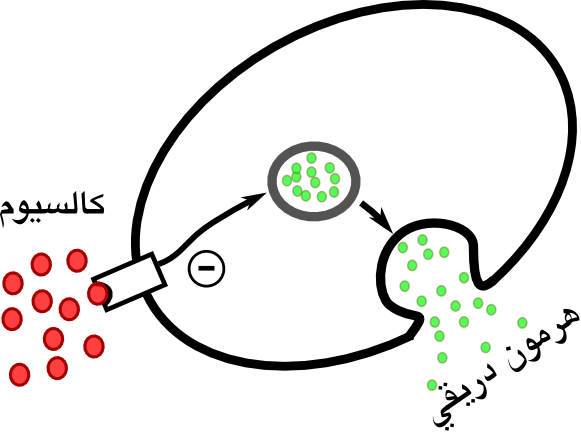
الكالسيوم يؤثر على المستقبل متحسس الكالسيوم (CASR) ويثبط خلايا الدُّريقة

 أما عن كيفية حدوث الاستجابة فإن خلايا الدُّرّيقة تحتوي مستقبلاً متحسساً للكالسيوم (Calcium-Sensing Receptor) أو CASR الموجود في خلايا الدُّرَيقة والكلية، والذي -حالما يُنّشَّط- فإنه يثبط إفراز الهرمون الدُّرَيقي ويقلل من نمو الخلية. أما ارتباط الكالسيوم بمستقبلات الكالسيوم في الكلية فإنه يقلل من تحويل 25-هيدروكسي فيتامين د إلى 1 ، 25-ثنائي هيدروكسي فيتامين د.

## الفيزيولوجيا المرضية لبعض الحالات
هناك اختلالات وراثية تسبب فرط دريقاتٍ أولياً وهذه الاختلالات تحدث نتيجة طفرات في جينات معينة، منها طفرة تحدث خللاً في مستقبل الكالسيوم (CASR)، وطفرة أخرى في جين (MEN I) وأخرى في جين RET ,وأخرى في جين PRAD1 وطفرات أخرى.

### فرط كالسيوم الدم الناقص كلس البول العائلي
الخلل الأول هو فرط كالسيوم الدم الناقص كلس البول العائلي أو (familial hypocalciuric hypercalcemia) والذي يُختصر بـ FHH، والذي يعد مرضاً موروثاً بشكل سائد.
لهذا المرض ثلاثة أنواع رئيسية: فالأول، وهو FHH I، يحدث نتيحة طفرةٍ تؤدي إلى نقص في الوظيفة لجين CASR والموجود على الكروموسوم 3q21 ، أما النوعان الآخران، وهما FHH II و FHH III، فيحدثان نتجية طفرتين في جينين مختلفَيْن. الذي يحدث في هذا المرض أن المستقبل متحسس الكالسيوم تقل استجابته للكالسيوم؛ وبالتالي يقل تثبيطه لنشاط الدُّرَيقة، مما يؤدي إلى زيادة في تركيز الهرمون الدُّرَيقي في الدم، وإلى زيادة الكالسيوم أيضاً، وكذلك فإنه يوجد نقص في إفراغ الكالسيوم إلى البول.
من الناحية الكيميائية الحيوية فإن هذا المرض يتميز بارتفاع في نسبة كالسيوم الدم مدى الحياة، وتركيزٍ طبيعي أو عالٍ قليلاً للهرمون الدُّرَيقي في الدم، ونقص في إفراغ الكالسيوم إلى البول. عادةً، يُعد هذا المرض حميداً، والمرضى يكونون عادةً عديمي الأعراض.

### متلازمتا الورم الصماوي المتعدد
الخلل الثاني وهو متلازمة الورم الصماوي المتعدد النوع 1يحدث نتيجة طفرة في جين MEN I. متلازمة الورم الصماوي المتعدد النوع 1 هي متلازمة سرطانية عائلية تتوارث صفتها بشكل سائد. تتميز بأورام في البنكرياس، الغدة النخامية والدُّريقات. جين MEN I هو جين كابت للورم موجود على الكروموسوم 11q13 طفرة في هذا الجين تؤدي إلى متلازمة تكون الورم الصماوي المتعدد النوع 1. وقد لوحظ أن 20-30% من الحالات التي تحدث بشكل فُراديّ (sporadic) تحمل طفرة في هذا الكروموسوم أيضاً.
الخلل الثالث وهو متلازمة الورم الصماوي المتعدد النوع 2أ. هذه المتلازمة تعتبر متلازمة عائلية متوارثة بشكل سائد تتميز بأورام في نخاع الدرقية، نخاع الكظر و الدُّرَيقات. تحدث في هذا المرض طفرة في الجين الورمي RET الموجود على الكروموسوم 10q11.2 والذي يؤدي إلى تكون سرطانات في الأنسجة المشتقة من الأديم الظاهر العصبي.

### زيادة البروتين سيكلين د1
الخلل الرابع هنا هو عبارة عن طفرة في الجين PRAD1. جين PRAD1 يُنتج بروتين سيكلين وهو بروتين له علاقة بتنظيم دورة الخلية. هذا البروتين اسمه (سيكلين د1)، وزيادته أمر شائع في الأورام الغدية للدُّرَيقات، سرطانات الدُّرَيقات وكذلك في حالات فرط التنسج.

## الأعراض والعلامات
أكثر من 50% من المرضى بفرط الدريقات الأولي لا يعانون من أعراض  و80% من المرضى تكون عندهم أعراض غير نمطية (لا تشير إلى المرض بشكل خاص). قد يعاني المريض من أعراض عامة كالإعياء، ضعف التركيز، الضعف العام والاكتئاب، وبما أن الأعراض قد تكون خفيفة أو غير خاصة بالمرض، فإن المرض قد يظل موجوداً بشكل خفي لعدة سنوات.
تحدث الأعراض والعلامات الناتجة عن فرط الدُّرَيقات الأولي في عدة أجهزة في الجسم؛ فالمرض قد يؤثر على الكلية، العظام، الجهاز العصبي، الجهاز المعدي المعوي والجهاز القلبي الوعائي. تحدث أغلب الأعراض والعلامات نتيجة زيادة الكالسيوم الناتج عن فرط الدريقات.

### العلامات والأعراض المتعلقة بالكلية
تعد الأعراض المتعلقة بالكلية أكثر الأعراض شيوعاً بين مرضى فرط الدريقات الأولي، وقد كانت هذه الأعراض تصيب أكثر من 60% من مرضى فرط الدريقات الأولي قبل عام 1970، أما الآن ومع الكشف المبكر عن المرض أصبحت تصيب أقل من 20% من المرضى. زيادة الكالسيوم في الدم تؤدي إلى إحداث تحصٍّ في الكلية أو كُلاسٍ كلوي. من الأعراض التي قد يعاني منها المريض: البوال، العطاش ومغص كلوي.
بشكل أساسي، فإن زيادة كالسيوم الدم تؤدي إلى تحصي الكلية والذي يعد أكثر مضاعفات فرط الدريقات الأولي؛ حيث وجد أن 75% من المرضى الذين يخضعون لعمليات جراحية لعلاج المرض. تتكون الحصيات عادة من أوكسالات الكالسيوم أو فُسفات الكالسيوم. في حال وجود حصيات كبيرة، أو في حال تكرار تحصي الكلية فإن هذا قد يؤدي إلى انخفاض وظيفة الكلية، العدوى أو انسداد السبيل البولي. لاحظ أن 5% من حالات تحصي الكلية الجديد، و15% من حالات تحصي الكلية المتكرر يكونون مرضى بفرط الدريقات الأولي. زيادة الكالسيوم قد تؤدي أيضاً إلى كُلاسٍ كلوي، والذي قد يؤدي إلى انخفاض في وظيفة الكلية واحتباسٍ للفوسفات.

### العلامات والأعراض المتعلقة بالجهاز العضلي الهيكلي
يحدث التهاب العظم الليفي الكيسي (osteitis fibrosa cystica) نتيجةً لزيادة ارتشاف العظم بوساطة الخلايا ناقضة العظم ؛ حيث يزداد عدد الخلايا ناقضة العظم في هذا المرض. كما أن المكونات الخلوية و النقييّة للعظم تُستبدَلُ بنسيج ليفي. هذا كله يؤدي إلى ألم ومضض في العظام، سهولة كسر العظام وتشوهات في العظام. يعد التهاب العظم الليفي الكيسي نادراً هذه الأيام بسب الكشف المبكر عن المرض.
قد يعاني مريض فرط الدُّرَيقات الأولي أيضاً من كلاس الغضاريف، والذي يحدث نتيجة ترسيب بلورات بيروفُسفات الكالسيوم في غضاريف المفاصل، والتي قد تؤدي إلى التهاب المفصل التنكسي الثانوي أو إلى نقرس كاذب.
زيادة تقَلُّب العظم يمكن أن نجدها –بشكل أساسي- في كل مرضى فرط الدريقات الأولي. كما أن قلة كثافة معادن العظم (bone meniral density) (والتي قد تسبب قلة العظم أو نخر العظم) تعد أكثر الأعراض الهيكلية شيوعاً بين مرضى فرط الدريقات الأولي. علماً أن التصحيح الجراحي للمرض يقلل من التقلب ويحسن من كثافة معادن العظم.

### أعراض وعلامات أخرى
بالنسبة للجهاز العضلي، فإن مرضى فرط الدريقات الأولي قد يعانون من ضعف العضلات الدانية وسهولة إعياءها، واللذان يصيبان الأطراف السفلى أكثر من العليا ، كما قد يحدث ضمور للعضلات.
وقد يعاني مريض فرط الدريقات الأولي من مشاكل عصبية كالاكتئاب، انخفاض مستويات الطاقة، ضعف القدرة على إتمام المهام في المنزل أو في العمل، النعاس، ضعف الإدراك ، ارتباك، ضعف الذاكرة وضعف التفكير.
كما قد يعاني المريض من غثيان، تقيّؤ، عسر الهضم، قرحة هضمية أو إمساك ، كما قد يشكو المريض من آلام في البطن سببها العِلَّوص (انسداد الأمعاء) الذي سببه فرط الكالسيوم.
قد يعاني المريض أيضاً من فرط ضغط الدم، تضخم البطين الأيسر، تكلس الشرايين أو تصلب الشرايين.

## التشخيص
يمكن تشخيص فرط الدريقات الأولي من خلال فحص كالسيوم الدم ونسبة الهرمون الدُّريقي في الدم، فإذا كانت نسبة الكالسيوم في الدم أكثر من 10.5 مغ/ديسيلتر، ونسبة الهرمون الدريقي مرتفعة، فإن التشخيص يكون فرط الدريقات الأولي. عادة ما تكون نسبة الفوسفات منخفضة (أقل من 2.5 مغ/ديسيلتر). يمكن لكالسيوم البول أيضاً أن يزيد، ولكن بما أن الهرمون الدريقي يؤثر أيضاً على امتصاص الكالسيوم من نبيبات الكلية، وبالتالي فإن نسبةً من المرضى، يكون عندهم كالسيوم البول طبيعياً.
الأمراض الأخرى التي تسبب فرط الدريقات الأولي، كالسرطانات التي تفرز مادة شبيهة بالهرمون الدريقي (كالسرطانة حرشفية الخلايا في الرئة - squamous cell carcinoma)، قد تزيد من كالسيوم الدم، ولكن لا تزيد من الهرمون الدريقي PTH.